# J-PARC

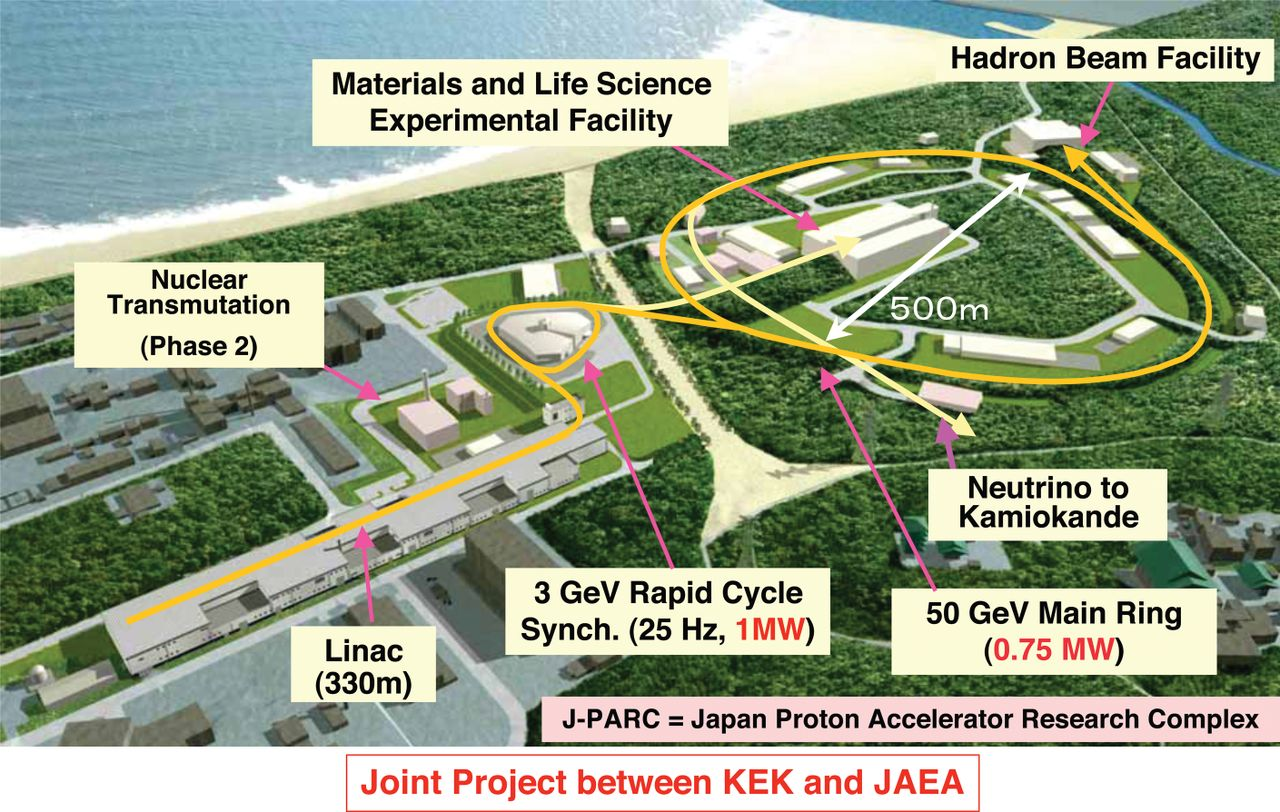
Visão geral de toda a instalação

J-PARC (Complexo de pesquisa do acelerador de prótons do Japão) é a instalação de um acelerador de alta intensidade de prótons. É um projecto conjunto entre a KEK e JAEA e está localizado em Tokai  no campus da JAEA. J-PARC visa a fronteira em ciências dos materiais e ciências da vida, e nuclear e física de partículas. J-PARC usa feixes de prótons de alta intensidade para criar secundário feixes de nêutrons, hádrons, e neutrinos de alta intensidade.

## Componentes

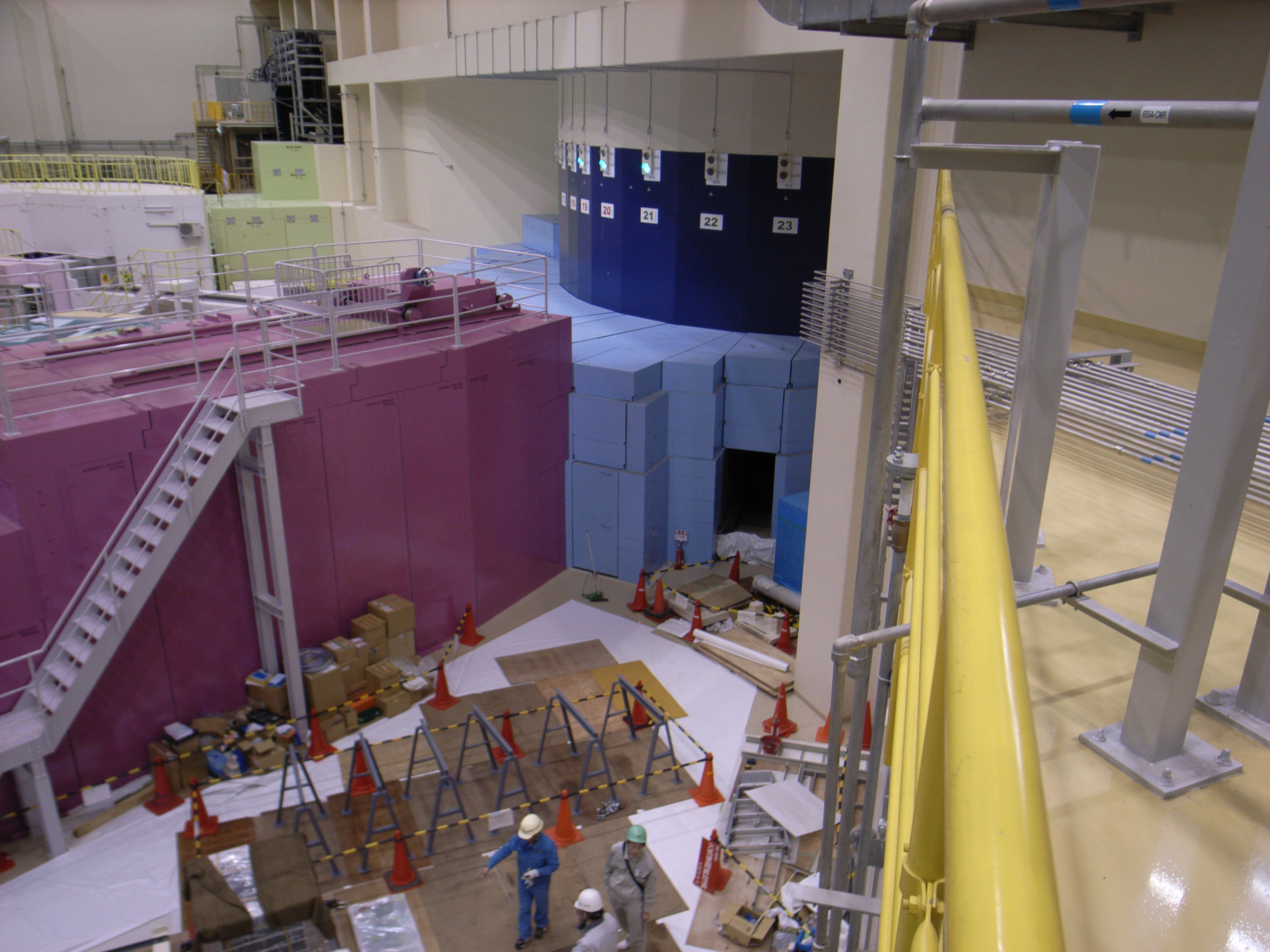
MLF Experimental Hall, J-PARC

J-PARC inclui três componentes principais: o acelerador linear de de prótons de 400 MeV, o síncrotron de ciclo rápido de 3 GeV (RCS) e o síncrotron do anel principal de 30 GeV (MR). Existem duas áreas experimentais principais: a Instalação  Experimental de Materiais e Ciências da Vida (MLF), onde o feixe de prótons da RCS é usado para criar feixes de nêutrons ou múons para estudo posterior, e a Instalação de Hadron (HD), onde o feixe do anel principal é usado para criar partículas hadrônicas pesadas, como píons e kaons. O anel principal do feixe também é usado para criar feixes de neutrinos para análise no laboratório de Kamioka, localizado a aproximadamente 300 km a oeste. Um projeto planejado também permite a pesquisa de  resíduos nucleares de transmutação impulsionados por aceleradores.